# سانست، شهرستان مونتاگ، تگزاس
سانست، شهرستان مونتاگ (به انگلیسی: Sunset) یک منطقهٔ مسکونی در ایالات متحده آمریکا است که در شهرستان مونتاگ، تگزاس واقع شده‌است. سانست، شهرستان مونتاگ ۲٫۸ کیلومتر مربع مساحت و ۳۳۹ نفر جمعیت دارد و ۳۰۲ متر بالاتر از سطح دریا واقع شده‌است.